# Gedempte Insteekhaven
Gedempte Insteekhaven is een straat met grachtje in Amsterdam-Noord, buurt IJplein.

## Algemeen
De Gedempte Insteekhaven is aangelegd tijdens de bebouwing van een haven- en industrieterrein aan de noordoever van het IJ in de jaren tachtig van de 20e eeuw. Daarvoor lag hier een daadwerkelijk insteekhaven voor genoemde gebieden en met name dan voor de Amsterdamse Droogdok Maatschappij. Deze had hier enkele dokken liggen waarin aan de schepen kon worden gewerkt. Bij de ombouw van haven- naar woongebied onder leiding van stedenbouwkundigen Rem Koolhaas en Jan Voorberg werd die insteekhaven volgestort met grond op een heel nauw slootje na. De strook werd grotendeels gebruikt voor groengebied, alhoewel er in de loop van de jaren na oplevering een aantal noodschoolgebouwen werd neergezet, die de groenstrook geen zicht meer geeft op het IJ.
De straat en gracht kreeg op 15 maart 1983 haar naam en vormt sinds de herinrichting van dit deel van de stad een scheidslijn in de bebouwing van het IJplein als buurt. Ten westen staan aan het IJplein als plein de woningen van Hein van der Meer; aan de oostzijde een meer traditionele buurt met woning van architectenduo Kees de Kat en Dick Peek. De Gedempte Insteekhaven begint in het noorden aan de Meeuwenlaan en eindigt in het zuiden op het IJ.
De straat kruist het voet- en fietspad Hollandia Kattenburgpad, vernoemd naar de fabriek Hollandia Kattenburg, die hier voor demping stond. Alle zijstraten van de Gedempte Insteekhaven komen uit en gaan naar het oosten. De uiteinden van die bebouwing zorgen voor een kartelachtig grondoppervlak, terwijl de straat aan de westzijde juist kaarsrecht is. Die zijstraten zijn alle vernoemd naar termen uit de scheepsbouw zoals Bankwerkerij en Koperslagerij en het plein Het Dok.
De straat heeft ondanks haar lengte van bijna 400 meter slechts vijftien huisnummers gekregen. Deze zijn allemaal gekoppeld aan de kopgevels van de zijstraten. Het zijn alle oneven huisnummers (13, 15, 17, 19, 21, 23, 25, 27, 39, 31, 33, 35, 85) op twee na (80 en 82 zijn huisnummers van de schoolgebouwen).

## Kunst
Er zijn drie uitingen van kunst in de openbare ruimte. Aan de noordzijde sluit de opvallend rode Muur van Alfred Eikelenboom een groenstrook af. Aan de grotendeels blinde kopgevels van de zijstraten zijn doeken opgehangen van kunstenaar Henk Fakkeldij uit de periode 2009-2011 onder de titel Diversity in one. De noodschoolgebouwen kennen beschilderingen door Stonie met thema puzzle en sail. 

## Brug 2478
Over de sloot liggen twee kunstwerken. In het fietspad Hollandia Kattenbrugpad ligt een duiker. Ten behoeve van toegang tot kinderdagverblijf De Nachtegaal op nummer 82 is het houten bruggetje met nummer 2478 neergelegd. Verdere gegevens ontbreken. 

## Afbeeldingen

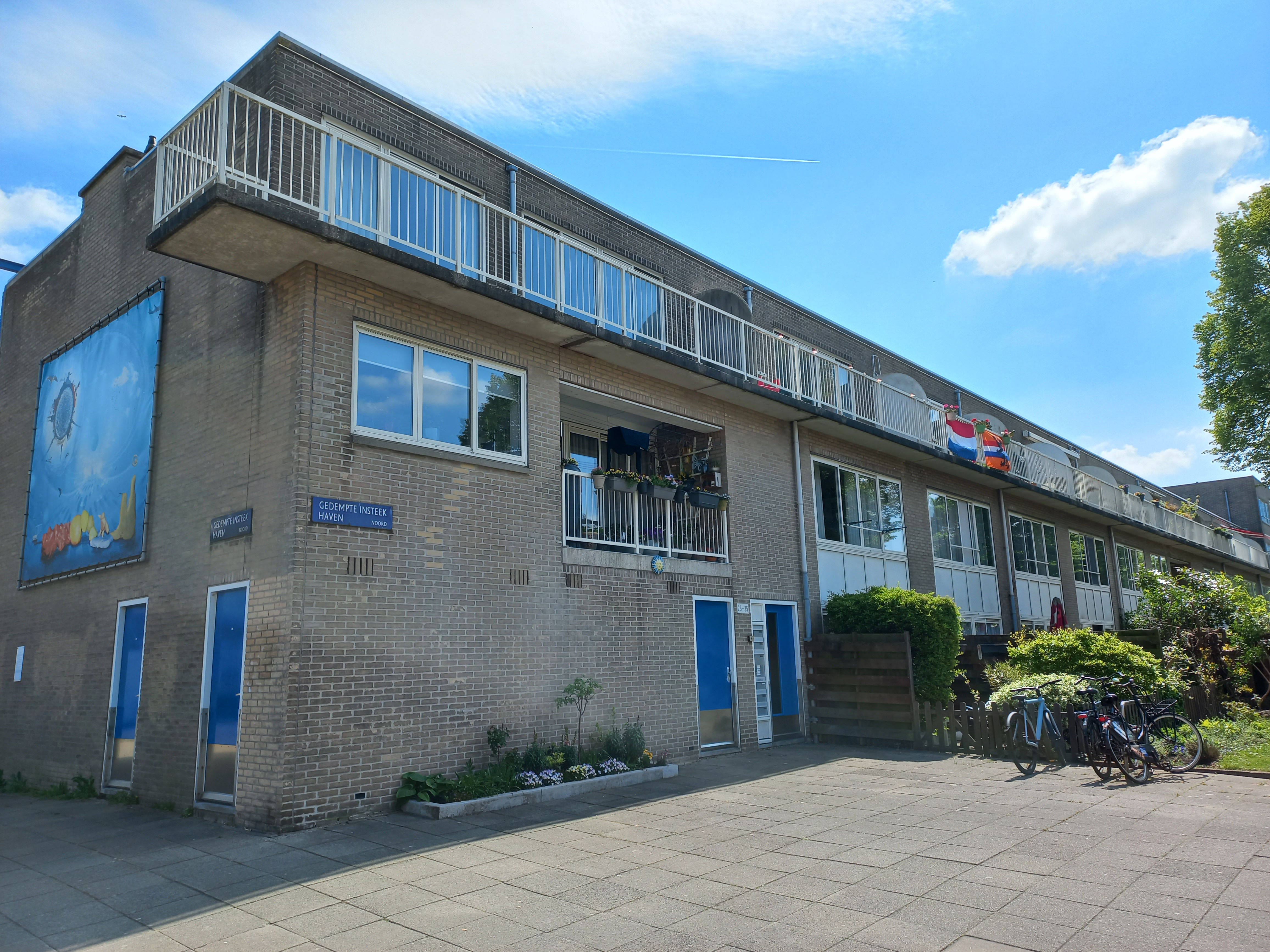
Bebouwing Gedempte Insteekhaven 25-35 eindigt bij blauwe deur met schutting (mei 2022)
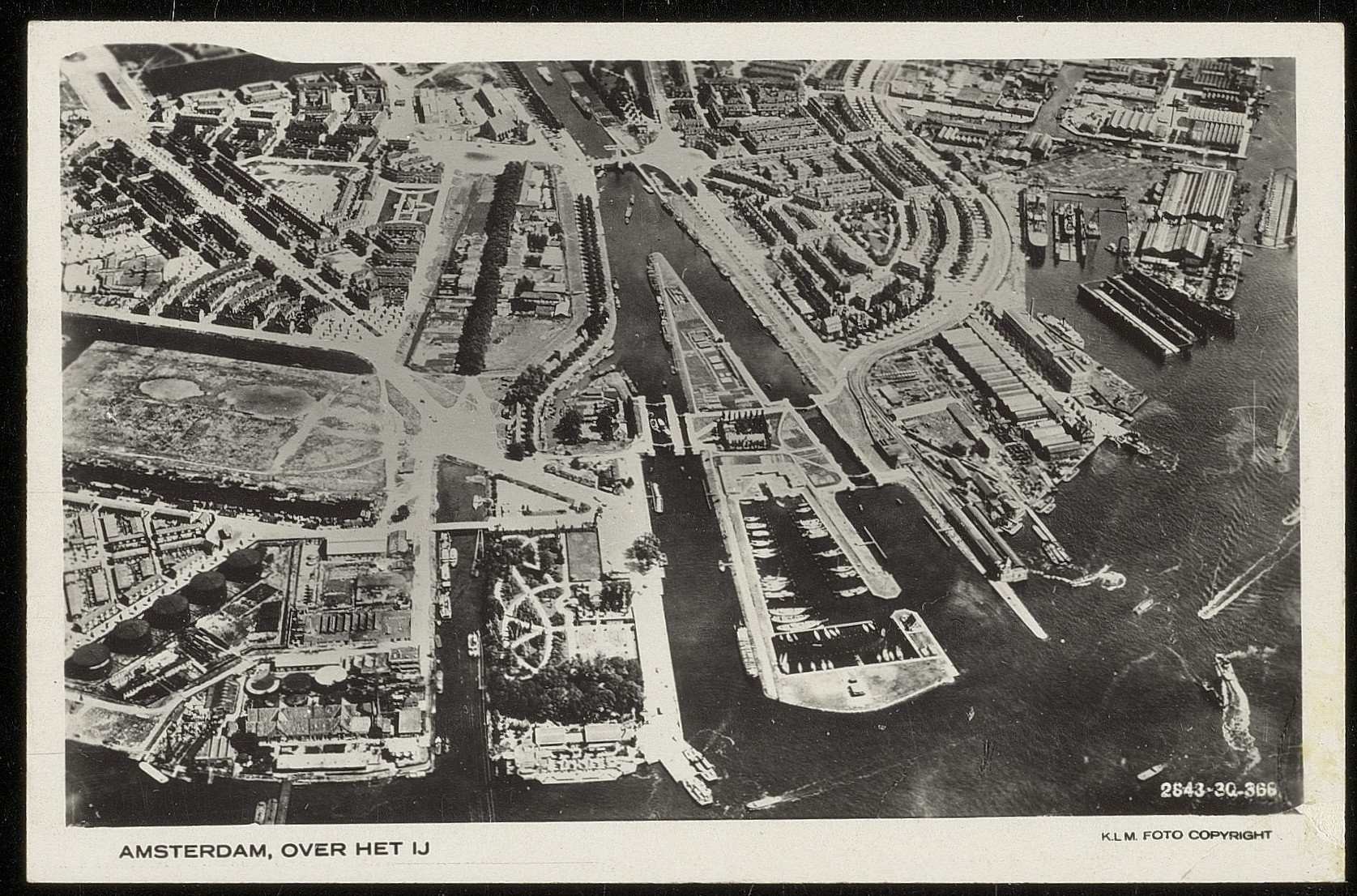
Amsterdam-Noord met rechtsboven de insteekhaven (circa 1928)
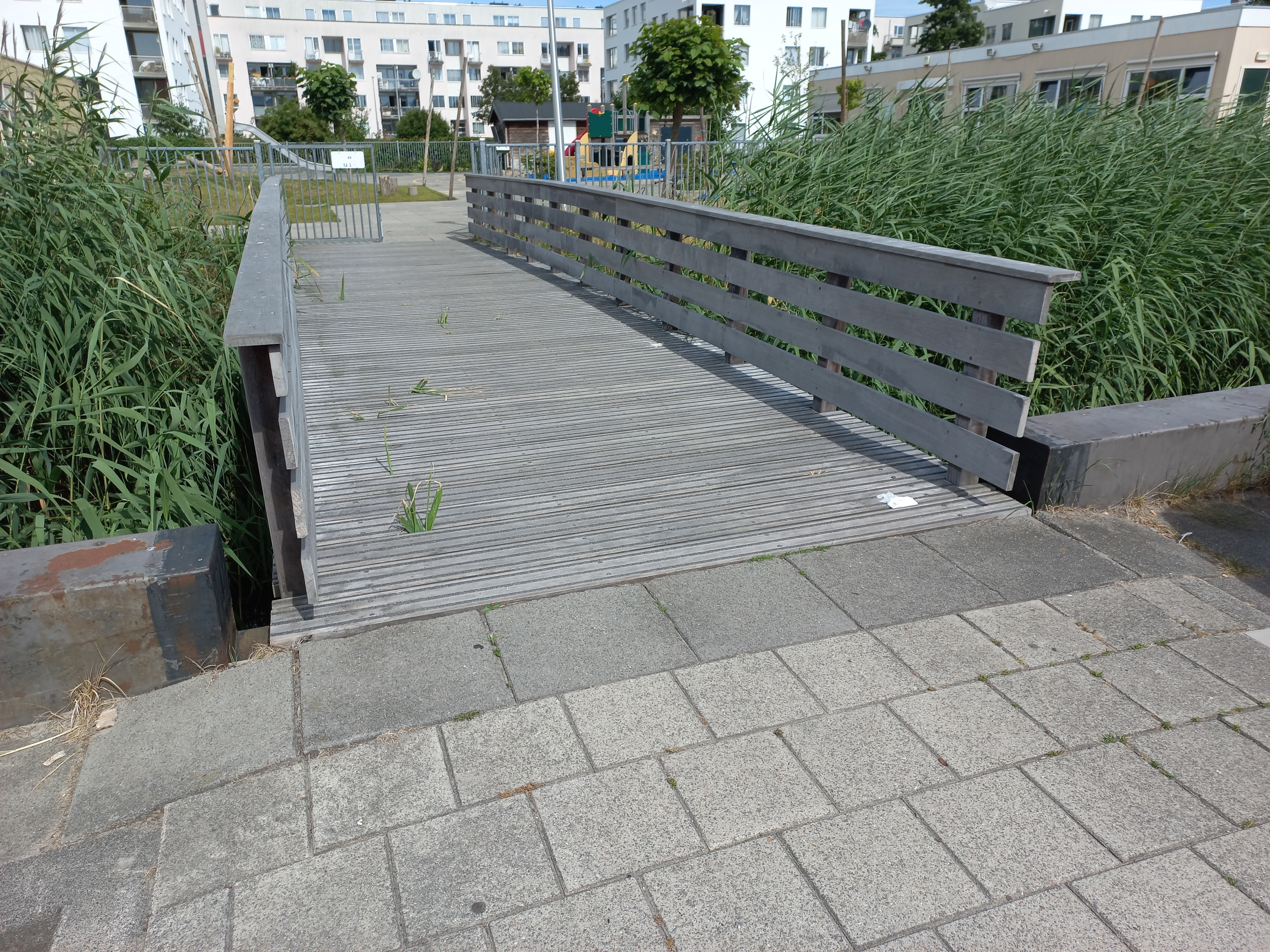
Brug 2478 (juli 2022)
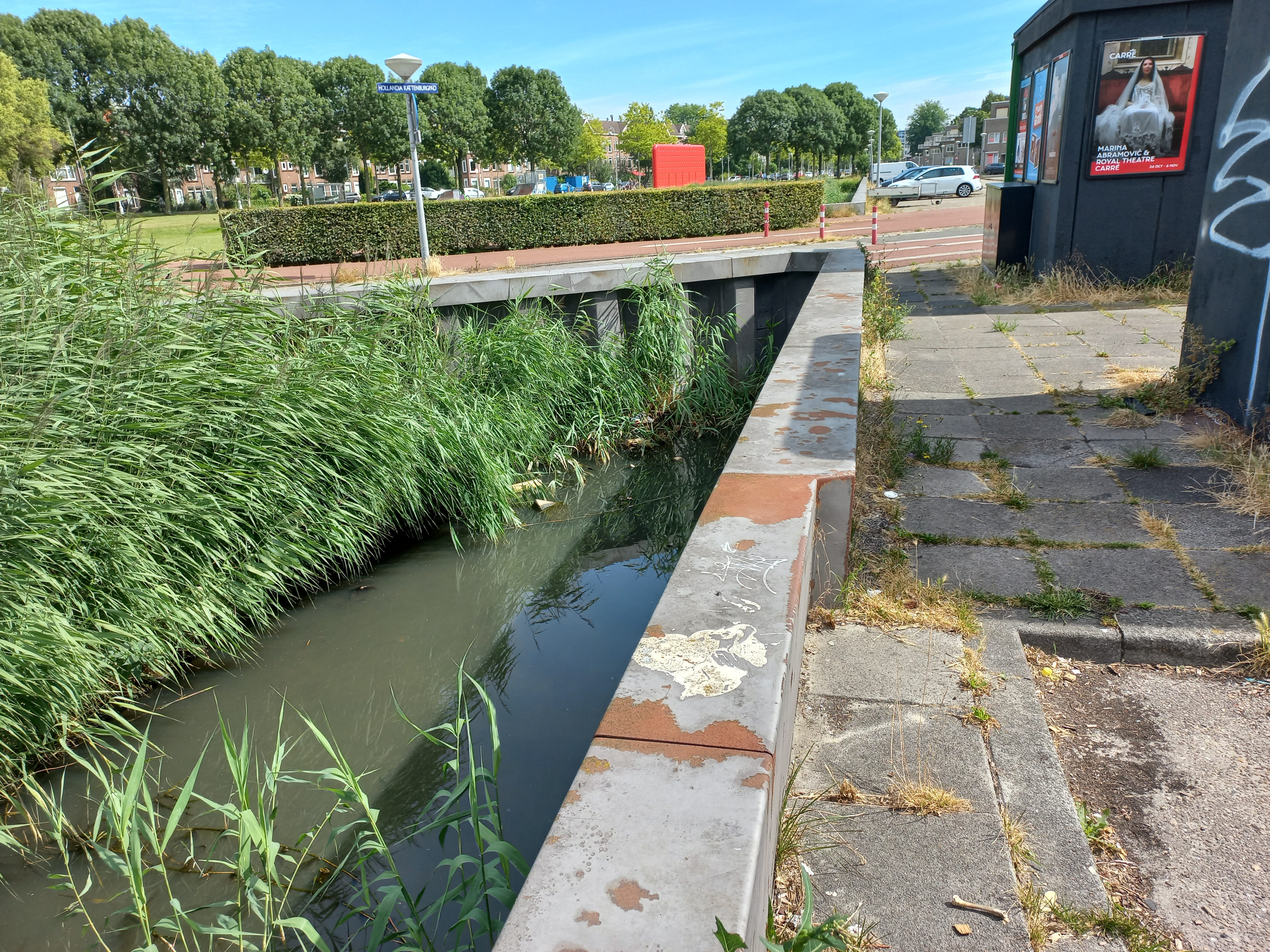
Duiker in Gedempte Insteekhaven (juli 2022)

2400 · 2401 · 2402 · 2403 · 2404 · 2405 · 2406 · 2407 · 2408 · 2409 ·  2410 · 2411 · 2412 · 2413 · 2414 · 2415 · 2421 · 2422 · 2423 · 2424 · 2425 · 2426 · 2427 · 2428 · 2429 · 2430 · 2431 · 2432 · 2433 · 2434 · 2435 · 2436 · 2437 · 2438 · 2439 · 2441 · 2451-2453 · 2454 · 2455 · 2456 · 2457 · 2459 · 2461 · 2462 · 2468 · 2469 · 2470 · 2471 · 2472 · 2473 · 2474 · 2475 · 2476 · 2477 · 2478 · 2480 · 2481 · 2482 · 2483 · 2484 · 2485 · 2486 · 2487 · 2488 · 2489 · 2490 · 2491 · 2492 · 2493 · 2494-2499
Brugnummers 2416, 2417, 2418, 2419, 2420, 2441, 2442, 2443, 2444,  2445, 2446, 2447, 2448, 2449, 2450, 2458, 2460, 2463, 2464, 2465, 2466, 2467, 2479 zijn niet vergeven.